# Franco Corelli
Franco Corelli (n. 8 aprilie 1921, Ancona – d. 29 octombrie 2003, Milano) a fost un tenor italian.
El a împărțit scena cu multe cântărețe ale generației sale, printre care Maria Callas, Renata Tebaldi, Montserrat Caballé și Joan Sutherland.

## Date biografice
Căsătorit cu cântăreața Loretta Di Lelio, Corelli a început să cânte la îndemnul unor prieteni pasionați de muzică de operă. Corelli a devenit unul dintre marii interpreți ai compozitorilor italieni, evoluând pe principalele scene ale lumii, îndeosebi la Scala din Milano și Metropolitan din New York.
Cariera sa a fost dedicată aproape exclusiv operei, interpretând o varietate foarte largă de roluri din repertoriul italian și francez. Debutul său a avut loc alături de Maria Callas în 1953. Debutul său la Teatro alla Scala a fost în 1954, în Norma. La Covent Garden a debutat în 1957. La Metropolitan seara debutului a fost legendară, alături de Leontyne Price în Il Trovatore, când ovațiile la sfârșitul spectacolului au durat mai bine de o oră.
Herbert von Karajan l-a descris pe Correli cel mai bine când a spus că: „este mai presus de orice o voce plină de foc și pasiune, o voce ce poate să fulgere, dar și să fie plină de emoții”.